# Eupithecia khorassana
Eupithecia khorassana là một loài bướm đêm trong họ Geometridae.